# Ministère des Relations extérieures (Venezuela)
Pour les articles homonymes, voir Ministère des Affaires étrangères.
Le ministère des Relations extérieures (espagnol : Ministerio del Poder Popular para Relaciones Exteriores) est un ministère du gouvernement du Venezuela. Il est responsable des relations internationales, des missions diplomatiques et de la politique étrangère de l'État au Venezuela. L'actuel ministre est Iván Gil, depuis le 6 janvier 2023.

## Structure
Le ministère regroupe plusieurs vice-ministères par région (Afrique, Amérique latine, Amérique du Nord, Asie-Moyen-Orient et Océanie, Caraïbe, Europe) ou généraux (économie et coopération internationale, communication internationale, et affaires multilatérales). 

## Liste des ministres des Relations extérieures
| Image        | Nom                              | Parti | Début                    | Fin                               |
| ------------ | -------------------------------- | ----- | ------------------------ | --------------------------------- |
|              | Iván Gil                         |       | Depuis le 6 janvier 2023 |                                   |
| Carlos Faría | Carlos Faría                     |       | 16 mai 2022              | 6 janvier 2023                    |
|              | Félix Plasencia                  |       | 19 août 2021             | 16 mai 2022                       |
|              | Jorge Arreaza                    |       | 2 août 2017              | 18 ou 19 août 2021                |
|              | Samuel Moncada                   |       | 21 juin 2017             | 2 août 2017                       |
|              | Delcy Rodríguez                  |       | 26 décembre 2014         | 21 juin 2017                      |
|              | Rafael Ramírez                   |       | 2 septembre 2014         | 26 décembre 2014                  |
|              | Elías Jaua                       |       | 16 janvier 2013          | 2 septembre 2014                  |
|              | Nicolás Maduro                   |       | 7 août 2006              | 16 janvier 2013                   |
|              | Alí Rodríguez Araque             |       | 20 novembre 2004         | 6 ou 7 août 2006[réf. nécessaire] |
|              | Jesús Pérez                      |       | 13 février 2004          | 20 novembre 2004                  |
|              | Roy Chaderton                    |       | 30 mai 2002              | 13 février 2004                   |
|              | Luis Alfonso Dávila              |       | 15 février 2001          | 30 mai 2002                       |
|              | José Vicente Rangel              |       | 2 février 1999           | 15 février 2001                   |
|              | Miguel Ángel Burelli Rivas       |       | 2 février 1994           | 2 février 1999                    |
|              | Fernando Ochoa Antich            |       | 12 juin 1992             | 2 février 1994                    |
|              | Humberto Calderón Berti          |       | 10 mars 1992             | 12 juin 1992                      |
|              | Armando Durán                    |       | 15 avril 1991            | 10 mars 1992                      |
|              | Reinaldo Figueredo Planchart     |       | 27 août 1989             | 15 avril 1991                     |
|              | Enrique Tejera París             |       | 2 février 1989           | 27 août 1989                      |
|              | Germán Nava Carrillo             |       | 11 janvier 1988          | 2 février 1989                    |
|              | Simón Alberto Consalvi           |       | 13 mars 1985             | 11 janvier 1988                   |
|              | Isidro Morales Paúl              |       | 2 février 1984           | 13 mars 1985                      |
|              | José Alberto Zambrano Velasco    |       | 12 mars 1979             | 2 février 1984                    |
|              | Simón Alberto Consalvi           |       | 15 juillet 1977          | 12 mars 1979                      |
|              | Ramón Escovar Salom              |       | 23 janvier 1975          | 15 juillet 1977                   |
|              | Efraín Schacht Aristeguieta      |       | 12 mars 1974             | 23 janvier 1975                   |
|              | Arístides Calvani                |       | 11 mars 1969             | 12 mars 1974                      |
|              | Ignacio Marcos Iribarren Borges  |       | 11 mars 1964             | 11 mars 1969                      |
|              | Marcos Falcón Briceño            |       | 25 octobre 1960          | 11 mars 1964                      |
|              | Ignacio Luis Arcaya              |       | 13 février 1959          | 25 octobre 1960                   |
|              | René Oscar De Sola               |       | 28 mai 1958              | 13 février 1959                   |
|              | Oscar García Velutini            |       | 23 janvier 1958          | 28 mai 1958                       |
|              | Carlos Felice Cardot             |       | 10 janvier 1958          | 23 janvier 1958                   |
|              | José Loreto Arismendi            |       | 16 février 1956          | 10 janvier 1958                   |
|              | Aureliano Otáñez                 |       | 6 octobre 1952           | 16 février 1956                   |
|              | Luis Emilio Gómez Ruiz           |       | 16 février 1950          | 6 octobre 1952                    |
|              | Germán Suárez Flamerich          |       | 19 septembre 1949        | 16 février 1950                   |
|              | Luis Emilio Gómez Ruiz           |       | 25 novembre 1948         | 13 septembre 1949                 |
|              | Andrés Eloy Blanco               |       | 15 février 1948          | 24 novembre 1948                  |
|              | Gonzalo Barrios                  |       | 3 novembre 1947          | 15 février 1948                   |
|              | Carlos Morales                   |       | 21 octobre 1945          | 3 novembre 1947                   |
|              | Gustavo Herrera                  |       | 14 juillet 1945          | 18 octobre 1945                   |
|              | Caracciolo Parra Pérez           |       | 5 mai 1941               | 14 juillet 1945                   |
|              | Esteban Gil Borges               |       | 17 février 1936          | 5 mai 1941                        |
|              | Pedro Itriago Chacín             |       | 7 juillet 1921           | 15 février 1936                   |
|              | Esteban Gil Borges               |       | 2 janvier 1919           | 7 juillet 1921                    |
|              | Bernardino Mosquera              |       | 7 septembre 1917         | 2 janvier 1919                    |
|              | Ignacio Andrade                  |       | 2 octobre 2014 ??        | 7 septembre 2017                  |
|              | Manuel Díaz Rodríguez            |       | 9 décembre 1913          | 22 octobre 1914 ??                |
|              | José Ladislao Andara             |       | 30 avril 1912            | 9 décembre 1913                   |
|              | Manuel Antonio Matos             |       | 3 juin 1910              | 30 avril 1912                     |
|              | Ángel César Rivas                |       | 28 avril 1910            | 3 juin 1910                       |
|              | Juan Pietri                      |       | 13 août 1909             | 28 avril 1910                     |
|              | Francisco González Guinán        |       | 19 décembre 1908         | 13 août 1909                      |
|              | José de Jesús Paul               |       | 8 août 1907              | 19 décembre 1908                  |
|              | Luis Churión                     |       | 14 juin 1907             | 8 août 1907                       |
|              | José de Jesús Paul               |       | 17 mai 1906              | 14 juin 1907                      |
|              | Luis Churión                     |       | 10 avril 1906            | 17 mai 1906                       |
|              | Alejandro Ybarra                 |       | 17 janvier 1905          | 9 avril 1906                      |
|              | Gustavo Sababria                 |       | 3 novembre 1903          | 17 janvier 1905                   |
|              | Alejandro Urbaneja               |       | 25 avril 1903            | 3 novembre 1903                   |
|              | Rafael López Baralt              |       | 4 juillet 1902           | 25 avril 1903                     |
|              | Diego Bautista Ferrer            |       | 10 mai 1902              | 4 juillet 1902                    |
|              | Manuel Fombona Palacios          |       | 22 avril 1902            | 10 mai 1902                       |
|              | Jacinto Regino Pachano           |       | 8 novembre 1901          | 22 avril 1902                     |
|              | Eduardo Blanco                   |       | 30 juillet 1900          | 8 novembre 1901                   |
|              | Raimundo Andueza Palacio         |       | 23 octobre 1899          | 30 juillet 1900                   |
|              | Manuel Clemente Urbaneja         |       | 20 octobre 1899          | 23 octobre 1899                   |
|              | Bernardino Mosquera              |       | 6 octobre 1899           | 20 octobre 1899                   |
|              | Juan Calcaño Mathieu             |       | 28 février 1898          | 6 octobre 1899                    |
|              | Manuel Fombona Palacios          |       | 19 février 1898          | 28 février 1898                   |
|              | Pedro Ezequiel Rojas             |       | 23 novembre 1895         | 19 février 1898                   |
|              | Lucio Pulido                     |       | 30 mars 1895             | 23 novembre 1895                  |
|              | Pedro Ezequiel Rojas             |       | 8 octobre 1892           | 30 mars 1895                      |
|              | Manuel Clemente Urbaneja         |       | 19 janvier 1892          | 8 octobre 1892                    |
|              | Feliciano Acevedo                |       | 22 août 1891             | 19 janvier 1892                   |
|              | Marco Antonio Saluzzo            |       | 19 mars 1890             | 22 août 1891                      |
|              | Rafael Seijas                    |       | 20 janvier 1890          | 19 mars 1890                      |
|              | Pascual Casanova                 |       | 29 octobre 1889          | 20 janvier 1890                   |
|              | Antonio Parejo                   |       | 22 mai 1889              | 29 octobre 1889                   |
|              | Nicanor Borges                   |       | 19 janvier 1889          | 22 mai 1889                       |
|              | Agustín Istúriz                  |       | 6 novembre 1888          | 19 janvier 1889                   |
|              | Nicanor Borges                   |       | 5 septembre 1888         | 6 novembre 1888                   |
|              | Diego Bautista Urbaneja Alayón   |       | 14 septembre 1886        | 5 septembre 1888                  |
|              | Julián Viso                      |       | 15 juin 1886             | 14 septembre 1886                 |
|              | Ezequiel María González          |       | 19 février 1886          | 15 juin 1886                      |
|              | Benjamín Qüenza                  |       | 19 décembre 1884         | 19 février 1886                   |
|              | Vicente Amengual                 |       | 27 avril 1884            | 19 décembre 1884                  |
|              | Rafael Seijas                    |       | 30 avril 1881            | 27 avril 1884                     |
|              | Pedro José Saavedra              |       | 7 juillet 1880           | 30 avril 1881                     |
|              | Julián Viso                      |       | 1er décembre 1879        | 7 juillet 1880                    |
|              | Pedro José Saavedra              |       | 26 novembre 1879         | 1er décembre 1879                 |
|              | Ángel Félix Barberii             |       | 26 mai 1879              | 26 novembre 1879                  |
|              | Eduardo Calcaño                  |       | 25 février 1879          | 23 mai 1879                       |
|              | Pedro Ezequiel Rojas             |       | 7 janvier 1879           | 25 février 1879                   |
|              | Jacinto Gutiérrez                |       | 1er janvier 1879         | 7 janvier 1879                    |
|              | Trinidad Célis Ávila             |       | 5 août 1878              | 1er janvier 1879                  |
|              | Rafael Seijas                    |       | 15 juin 1878             | 5 août 1878                       |
|              | Sebastián Casañas                |       | 9 avril 1878             | 15 juin 1878                      |
|              | Marco Antonio Saluzzo            |       | 24 novembre 1877         | 3 avril 1878                      |
|              | Raimundo Andueza Palacio         |       | 3 mars 1877              | 24 novembre 1877                  |
|              | Eduardo Calcaño                  |       | 25 septembre 1876        | 3 mars 1877                       |
|              | Canuto García                    |       | 13 juillet 1876          | 25 septembre 1876                 |
|              | Jesús María Bernal               |       | janvier 1875             | 13 juillet 1876                   |
|              | Jacinto Gutiérrez                |       | 30 juin 1873             | décembre 1874                     |
|              | Diego Bautista Barrios           |       | 18 octobre 1872          | 30 juin 1873                      |
|              | Diego Bautista Barrios (interim) |       | 18 septembre 1872        | 17 octobre 1872                   |
|              | Antonio Leocadio Guzmán          |       | 6 mai 1870               | 16 septembre 1872                 |
|              | Diego Bautista Barrios           |       | 28 avril 1870            | 6 mai 1870                        |
|              | Hilarión Antich Herrera          |       | 11 avril 1870            | 28 avril 1870                     |
|              | Felipe Jiménez                   |       | 27 janvier 1870          | 11 avril 1870                     |
|              | Juan Pablo Rojas Paúl            |       | 6 décembre 1869          | 27 janvier 1870                   |
|              | Idelfonso Riera Aguinagalde      |       | 31 juillet 1869          | 6 décembre 1869                   |
|              | Juan Pablo Rojas Paúl            |       | 24 février 1869          | 31 juillet 1869                   |
|              | Guillermo Tell Villegas          |       | 27 juin 1868             | 24 février 1869                   |
|              | Rafael Arvelo                    |       | 28 avril 1868            | 27 juin 1868                      |
|              | José Gregorio Villafañe          |       | 8 avril 1868             | 28 avril 1868                     |
|              | José Gabriel Ochoa               |       | 12 février 1868          | 8 avril 1868                      |
|              | Jacinto Gutiérrez                |       | 4 septembre 1867         | 12 février 1868                   |
|              | Jesús María Sistiaga             |       | 5 mars 1867              | 4 septembre 1867                  |
|              | Rafael Seijas                    |       | 3 octobre 1865           | 5 mars 1867                       |
|              | Antonio Guzmán Blanco            |       | 24 juillet 1865          | 3 octobre 1865                    |
|              | Rafael Seijas                    |       | 9 décembre 1864          | 24 juillet 1865                   |
|              | Juan de Dios Morales             |       | 6 novembre 1864          | 9 décembre 1864                   |
|              | José Gabriel Ochoa               |       | 7 mars 1864              | 6 novembre 1864                   |
|              | Antonio María Salom              |       | 6 février 1864           | 7 mars 1864                       |
|              | Antonio Guzmán Blanco            |       | 21 janvier 1864          | 6 février 1864                    |
|              | Guillermo Tell Villegas          |       | 7 août 1863              | 21 janvier 1864                   |
|              | Antonio Guzmán Blanco            |       | 25 juillet 1863          | 7 août 1863                       |
|              | Jesús María Morales Marcano      |       | 4 juillet 1862           | 15 juin 1863                      |
|              | Manuel Porras                    |       | 11 janvier 1862          | 4 juillet 1862                    |
|              | Pedro José Rojas                 |       | 1er janvier 1862         | 11 janvier 1862                   |
|              | Rafael Seijas                    |       | 9 août 1861              | 1er janvier 1862                  |
|              | Jesús María Morales Marcano      |       | 9 juillet 1861           | 9 août 1861                       |
|              | Carlos Tirado                    |       | 14 mai 1861              | 9 juillet 1861                    |
|              | Hilarión Nadal                   |       | 6 avril 1861             | 14 mai 1861                       |
|              | Pedro de las Casas               |       | 20 juillet 1860          | 6 avril 1861                      |
|              | Juan José Mendoza                |       | 18 avril 1860            | 20 juillet 1860                   |
|              | Jesús María Morales Marcano      |       | 29 décembre 1859         | 18 avril 1860                     |
|              | Manuel Machín Quintero           |       | 16 août 1859             | 29 décembre 1859                  |
|              | Estanislao Rondón                |       | 20 juin 1859             | 16 août 1859                      |
|              | Juan José Mendoza                |       | 11 juin 1859             | 20 juin 1859                      |
|              | Pedro de las Casas               |       | 4 avril 1859             | 11 juin 1859                      |
|              | Carlos Soublette                 |       | 24 février 1859          | 4 avril 1859                      |
|              | Luis Sanojo                      |       | 21 août 1858             | 24 février 1859                   |
|              | Mauricio Berrisbeitia            |       | 30 juillet 1858          | 21 août 1858                      |
|              | Miguel Herrera                   |       | 17 juin 1858             | 29 juillet 1858                   |
|              | Fermín Toro                      |       | 14 avril 1858            | 17 juin 1858                      |
|              | Wenceslao Urrutia                |       | 19 mars 1858             | 14 avril 1858                     |
|              | Ramón Yepes                      |       | 15 mars 1858             | 19 mars 1858                      |
|              | Jacinto Gutiérrez                |       | 9 décembre 1855          | 15 mars 1858                      |
|              | Francisco Aranda                 |       | 7 février 1855           | 9 décembre 1855                   |
|              | Juan Pablo Rojas                 |       | 26 janvier 1855          | 7 février 1855                    |
|              | Julián Viso                      |       | 20 janvier 1855          | 26 janvier 1855                   |
|              | Simón Planas                     |       | 29 mars 1853             | 20 janvier 1855                   |
|              | Ramón Yepes                      |       | 27 janvier 1853          | 29 mars 1853                      |
|              | Joaquín Herrera                  |       | 17 septembre 1851        | 27 janvier 1853                   |
|              | Francisco Aranda                 |       | 5 mai 1851               | 17 septembre 1851                 |
|              | Carlos Gellineau                 |       | 22 mars 1851             | 5 mai 1851                        |
|              | José María Heres                 |       | 14 février 1851          | 22 mars 1851                      |
|              | Esteban Herrera                  |       | 18 janvier 1851          | 14 février 1851                   |
|              | Vicente Lecuna                   |       | 5 juin 1850              | 18 janvier 1851                   |
|              | Fernando Olavarría               |       | 20 février 1850          | 5 juin 1850                       |
|              | Manuel Machín Quintero           |       | 6 décembre 1849          | 20 février 1850                   |
|              | Rafael Agostine                  |       | 26 septembre 1849        | 6 décembre 1849                   |
|              | Vicente Lecuna                   |       | 6 septembre 1849         | 26 septembre 1849                 |
|              | Jacinto Gutiérrez                |       | 4 mai 1849               | 6 septembre 1849                  |
|              | Diego Antonio Caballero          |       | 23 avril 1849            | 4 mai 1849                        |
|              | José Rafael Revenga              |       | 8 mars 1849              | 23 avril 1849                     |
|              | Ramón Yepes                      |       | 5 février 1849           | 8 mars 1849                       |
|              | Antonio Leocadio Guzmán          |       | 31 octobre 1848          | 5 février 1849                    |
|              | Rafael Acevedo                   |       | 20 novembre 1847         | 31 octobre 1848                   |
|              | José Félix Blanco                |       | 24 mai 1847              | 20 novembre 1847                  |
|              | Pedro de las Casas               |       | 3 mai 1847               | 24 mai 1847                       |
|              | Miguel Herrera                   |       | 4 mars 1847              | 3 mai 1847                        |
|              | Pedro de las Casas               |       | 20 janvier 1847          | 4 mars 1847                       |
|              | Juan Manuel Manrique             |       | 26 mars 1844             | 20 janvier 1847                   |
|              | Francisco Aranda                 |       | 22 mai 1841              | 26 mars 1844                      |
|              | Guillermo Smith                  |       | 30 mai 1837              | 22 mai 1841                       |
|              | Santos Michelena                 |       | 12 avril 1837            | 30 mai 1837                       |
|              | José Luis Ramos                  |       | 13 mars 1837             | 12 avril 1837                     |
|              | Manuel Echeandía                 |       | 20 janvier 1837          | 13 mars 1837                      |
|              | José Luis Ramos                  |       | 15 janvier 1837          | 20 janvier 1837                   |
|              | José Eusebio Gallegos            |       | 26 novembre 1835         | 15 janvier 1837                   |
|              | Santos Michelena                 |       | 29 mars 1835             | 26 novembre 1835                  |
|              | José Luis Ramos                  |       | 20 janvier 1835          | 29 mars 1835                      |
|              | Pedro Pablo Díaz                 |       | 15 octobre 1833          | 20 janvier 1835                   |
|              | José Luis Ramos                  |       | 8 juin 1833              | 15 octobre 1833                   |
|              | Santos Michelena                 |       | 28 mai 1830              | 8 juin 1833                       |
|              | Diego Bautista Urbaneja          |       | 13 janvier 1830          | 28 mai 1830                       |
|              | Pedro Gual                       |       | 13 janvier 1830          | 28 mai 1830                       |
|              | Juan Germán Roscio               |       | 25 avril 1810            | 2 mars 1811                       |